# Енга
Енга (англ. Enga Province, ток-пісін Enga) — провінція Папуа Нової Гвінеї. Адміністративний центр — Вабаг (3485 особи — дані за 2013 рік).

## Географія
Адміністративний центр провінції — Вабаг є найбільшим містом провінції. Два інших міста, Вапенаманда та Лаїагам, близькі за чисельністю до столиці. Площа провінції становить 11 704 км² (13-те місце).
Компанія Barrick Gold, на заході провінції, здійснює видобуток золота та срібла в одному з найбільших рудників світу — Поргера.
У провінції є унікальна мова — Енга. Енга на заході провінції значно відрізняється від східної.

## Населення
За результатами перепису населення у 2000 році чисельність жителів становила 295 031 осіб, що відповідало 6-му місцю серед провінцій країни, проте точність перепису викликає сумнів. За переписом 2011 року населення провінції становило 432 045 осіб, що відповідало 6-му місцю серед всіх провінцій країни.
| 1980    | 1990     | 2000     | 2011     |
| ------- | -------- | -------- | -------- |
| 164 534 | ▲235 561 | ▲295 031 | ▲432 045 |

## Адміністративний поділ
Провінція поділяється на п'ять районів:
- Кандеп
- Компіам
- Лагаїп-Поргера
- Вапенаманда
- Вабаг